# Ladislav Kohn
Ladislav Kohn (* 4. března 1975, Uherské Hradiště) je bývalý český profesionální hokejista hrající za HC Mountfield, kam přestoupil na začátku sezóny 2012–2013 ze švýcarského celku HC Ambrì-Piotta.

## Hráčská kariéra
Ladislav Kohn hrál od roku 1993 nižší severoamerické soutěže s příležitostnými starty v NHL. Celé dvě sezóny v NHL se mu podařilo odehrát pouze v letech 1999–2001 v týmu Anaheim Mighty Ducks. V roce 2003 přestoupil do finské ligy. Od roku 2004 je členem širšího kádru české hokejové reprezentace. V roce 2009 se vrátil do domácí nejvyšší soutěže, z týmu Třince v průběhu sezóny 2011/2012 přestoupil do HC Ambrì-Piotta.

## Ocenění a úspěchy
- 1999 AHL - All-Star Game
- 2006 SM-l - Nejlepší střelec v přesilových hrách
- 2007 SM-l - Nejvíce vstřelených vítězných branek

## Prvenství

### NHL
- Debut - 25. října 1995 (Calgary Flames proti Colorado Avalanche)
- První gól - 25. října 1995 (Calgary Flames proti Colorado Avalanche, brankáři Stephane Fiset)
- První asistence - 2. listopadu 1997 (Tampa Bay Lightning proti Calgary Flames)

### KHL
- Debut - 3. září 2008 (CHK Neftěchimik Nižněkamsk proti Barys Astana)
- První gól - 3. září 2008 (CHK Neftěchimik Nižněkamsk proti Barys Astana, brankáři Denis Franskevič)
- První asistence - 22. září 2008 (Salavat Julajev Ufa proti CHK Neftěchimik Nižněkamsk)

## Klubová statistika
| Sezóna        | Klub                       | Soutěž        |     | Základní část | Základní část | Základní část | Základní část | Základní část |    | Play off | Play off | Play off | Play off | Play off |
| Sezóna        | Klub                       | Soutěž        | Z   | G             | A             | B             | TM            | Z             | G  | A        | B        | TM       |          |          |
| 1992–93       | HC Kladno                  | ČSHL          | 2   | 0             | 0             | 0             | 0             | —             | —  | —        | —        | —        |          |          |
| 1993–94       | Brandon Wheat Kings        | WHL           | 2   | 0             | 0             | 0             | 0             | —             | —  | —        | —        | —        |          |          |
| 1993–94       | Swift Current Broncos      | WHL           | 69  | 33            | 35            | 68            | 68            | 7             | 5  | 4        | 9        | 8        |          |          |
| 1994–95       | Swift Current Broncos      | WHL           | 65  | 32            | 60            | 92            | 122           | 6             | 2  | 6        | 8        | 14       |          |          |
| 1994–95       | Saint John Flames          | AHL           | 1   | 0             | 0             | 0             | 0             | —             | —  | —        | —        | —        |          |          |
| 1995–96       | Calgary Flames             | NHL           | 5   | 1             | 0             | 1             | 2             | —             | —  | —        | —        | —        |          |          |
| 1995–96       | Saint John Flames          | AHL           | 73  | 28            | 45            | 73            | 97            | 16            | 6  | 5        | 11       | 12       |          |          |
| 1996–97       | Saint John Flames          | AHL           | 76  | 28            | 29            | 57            | 81            | 21            | 14 | 6        | 20       | 20       |          |          |
| 1997–98       | Calgary Flames             | NHL           | 4   | 0             | 1             | 1             | 0             | —             | —  | —        | —        | —        |          |          |
| 1997–98       | Saint John Flames          | AHL           | 65  | 25            | 31            | 56            | 90            | —             | —  | —        | —        | —        |          |          |
| 1998–99       | Toronto Maple Leafs        | NHL           | 16  | 1             | 3             | 4             | 4             | 2             | 0  | 0        | 0        | 5        |          |          |
| 1998–99       | St. John's Maple Leafs     | AHL           | 61  | 27            | 42            | 69            | 90            | —             | —  | —        | —        | —        |          |          |
| 1999–00       | Mighty Ducks of Anaheim    | NHL           | 77  | 5             | 16            | 21            | 27            | —             | —  | —        | —        | —        |          |          |
| 2000–01       | Mighty Ducks of Anaheim    | NHL           | 51  | 4             | 3             | 7             | 42            | —             | —  | —        | —        | —        |          |          |
| 2000–01       | Atlanta Thrashers          | NHL           | 26  | 3             | 4             | 7             | 44            | —             | —  | —        | —        | —        |          |          |
| 2001–02       | Cincinnati Mighty Ducks    | AHL           | 4   | 0             | 0             | 0             | 9             | —             | —  | —        | —        | —        |          |          |
| 2001–02       | Detroit Red Wings          | NHL           | 4   | 0             | 0             | 0             | 4             | —             | —  | —        | —        | —        |          |          |
| 2001–02       | Blues                      | SM-l          | 40  | 22            | 13            | 35            | 103           | 3             | 0  | 0        | 0        | 14       |          |          |
| 2002–03       | Calgary Flames             | NHL           | 3   | 0             | 1             | 1             | 2             | —             | —  | —        | —        | —        |          |          |
| 2002–03       | Saint John Flames          | AHL           | 35  | 8             | 19            | 27            | 30            | —             | —  | —        | —        | —        |          |          |
| 2002–03       | Philadelphia Phantoms      | AHL           | 15  | 4             | 7             | 11            | 2             | —             | —  | —        | —        | —        |          |          |
| 2003–04       | Blues                      | SM-l          | 54  | 20            | 18            | 38            | 60            | 9             | 1  | 5        | 6        | 29       |          |          |
| 2004–05       | Blues                      | SM-l          | 56  | 17            | 28            | 45            | 90            | —             | —  | —        | —        | —        |          |          |
| 2005–06       | Blues                      | SM-l          | 51  | 18            | 12            | 30            | 38            | 9             | 4  | 2        | 6        | 8        |          |          |
| 2006–07       | Blues                      | SM-l          | 53  | 23            | 22            | 45            | 62            | 9             | 3  | 2        | 5        | 24       |          |          |
| 2007–08       | HC CSKA Moskva             | RSL           | 56  | 12            | 20            | 32            | 63            | 6             | 1  | 2        | 3        | 10       |          |          |
| 2008–09       | CHK Neftěchimik Nižněkamsk | KHL           | 54  | 14            | 12            | 26            | 46            | 4             | 0  | 2        | 2        | 6        |          |          |
| 2009–10       | HC Oceláři Třinec          | ČHL           | 51  | 21            | 33            | 54            | 148           | 5             | 3  | 3        | 6        | 6        |          |          |
| 2010–11       | HC Oceláři Třinec          | ČHL           | 33  | 7             | 11            | 18            | 34            | 18            | 4  | 11       | 15       | 39       |          |          |
| 2011–12       | HC Oceláři Třinec          | ČHL           | 37  | 5             | 14            | 19            | 56            | —             | —  | —        | —        | —        |          |          |
| 2011–12       | HC Ambrì-Piotta            | NLA           | 8   | 1             | 3             | 4             | 8             | —             | —  | —        | —        | —        |          |          |
| 2012–13       | HC Mountfield              | ČHL           | 28  | 3             | 14            | 17            | 20            | —             | —  | —        | —        | —        |          |          |
| Celkem v AHL  | Celkem v AHL               | Celkem v AHL  | 330 | 120           | 173           | 293           | 399           | 42            | 20 | 11       | 31       | 32       |          |          |
| Celkem v NHL  | Celkem v NHL               | Celkem v NHL  | 186 | 14            | 28            | 42            | 125           | 2             | 0  | 0        | 0        | 5        |          |          |
| Celkem v SM-l | Celkem v SM-l              | Celkem v SM-l | 254 | 100           | 93            | 193           | 353           | 30            | 8  | 9        | 17       | 75       |          |          |

## Reprezentace
| Rok                       | Tým                       | Soutěž                    | Z                         | G  | A | B | TM |    |
| ------------------------- | ------------------------- | ------------------------- | ------------------------- | -- | - | - | -- | -- |
| 1993                      | Česko 18                  | MEJ                       | 5                         | 5  | 4 | 9 | 4  |    |
| 1995                      | Česko 20                  | MSJ                       | 7                         | 0  | 4 | 4 | 8  |    |
| 2008                      | Česko                     | MS                        | 5                         | 0  | 1 | 1 | 14 |    |
| Juniorská kariéra celkově | Juniorská kariéra celkově | Juniorská kariéra celkově | Juniorská kariéra celkově | 12 | 5 | 8 | 13 | 12 |
| Seniorská kariéra celkově | Seniorská kariéra celkově | Seniorská kariéra celkově | Seniorská kariéra celkově | 5  | 0 | 1 | 1  | 14 |